# Пропаганда у окупираној Србији
Пропаганда  Недићеве владе током Другог светског рата на територији Србије под немачком окупацијом односи се на пропагандне активности Владе народног спаса генерала Милана Недића с циљем остваривања утицаја на јавно мњење како би се добила подршка за спровођење политике пријатељских односа и сарадње са немачким окупационим снагама. Иако је колаборациона пропаганда стално причала о новом времену, новој Европи, новој Србији и новом Србину, она је била изузетно патријархална.

## Медији под окупацијом
Са разбијањем Краљевине Југославије, многе новине су престале са излажењем, док су основане неке нове. Убрзо по отпочињању окупације, немачке окупационе власти су наредиле попис свих машина за штампање и увеле ограничења на теме које се могу објављивати. Само они који су били регистровани и уз одобрење немачких власти су могли да уређују такве публикације. под окупацијом излазило преко 40 окупаторских и колаборационистичких
листова, дневних и недељних, међу којима су се издвајали листови с политичком наменом и тематиком. Прве нове новине, дневник Ново време, основане су 16. маја 1941. Недељник „Наша борба“ је било гласило странке Збор, а добило је име по узору на књигу Адолфа Хитлера Мајн кампф (Моја борба). Сам режим је објављивао Службене новине, што је био покушај да се настави традиција званичних новина истог имена које су биле објављиване у Краљевини Југославији.
После образовања Недићеве владе, Ђорђе Перић постао је шеф Државна пропаганде. Други новинари који су се истакли у пропаганди били су Станислав Краков, Данило Грегорић, Крста Цицварић и Ратко Парежанин. Радио Београд је претворен у радио-станицu немачке војске, на којој су Немци повремено дозвољавали истакнутим квислинзима да се обрате народу.

## Теме

### Антикомунистичка пропаганда
Влада народног спаса Милана Недића заједно са својим оружаним снагама Српским добровољачким корпусом политичара и адвоката Димитрија Љотића и Српском државном стражом, је водила борбе против свих снага КПЈ односно НОВЈ, које је предводио Јосип Броз Тито.
Поред оружаног, вођен је и пропагандни рат. Недићева влада је израдила десетике пропагандних плаката на којима критикује бољшевизам и комунизам, приказујући их само као део „глобалне јеврејске завере“, али су били прављени и филмови са истом тематиком.
На пропагандним плакатима, комунисти су били приказивани као окрутни, увек праћени црвеном бојом у виду пламена (црвена боја је симболизовала комунистичку идеологију). Већина плаката је комунисте приказивала као непријатеље српског народа и читаве Европе, уз натписе:
| „ | Србија је у антикомунистичком фронту. | ” |

| „ | Европа брани своју 3000 година стару културу против бољшевизма. | ” |

Главни мотиви ових плаката била је борба српског народа против комунизма, па су се тако често могли видети прикази српских сељака са вилама и другим пољопривредним алаткама, у борби против комуниста.

### Антисавезничка пропаганда
Влада народног спаса Милана Недића није водила никакву пропаганду против западних савезника (Уједињеног Краљевства и Сједињених Америчких Држава) до тренутка бомбардовања цивилних положаја од стране савезника, 1943. и 1944. године. Савезничко бомбардовање је трајало од 20. октобра 1943. до 17. септембра 1944. године. У савезничком бомбардовању Београда, на Ускрс 1944. године, погинуло је 2000 цивила (међу којима пуно жена и деце), а рањено преко 5000 цивила. Током бомбардовања Лесковца је погинуло 6000 цивила.
Иако је Влада народног спаса Милана Недића водила искључиво антикомунистичку пропаганду, после ових страдања цивила почели су да воде и пропаганду против западних савезника. Као и Совјете, оптуживали су Уједињено Краљевство и САД да се налазе у рукама „јеврејских моћника“, који управљају светом.
На плакатима је углавном био приказиван британски премијер Винстон Черчил. На једном од плаката, Черчил је приказан у лекарском мантилу, са папиром на којем пише да су сви народи дужни да Енглеској дају сва блага у миру, а своје животе у рату.

### Античетничка пропаганда
Влада народног спаса Милана Недића водила је пропаганду против равногорског четничког покрета отпора Драгољуба Драже Михаиловића, односно Југословенске војске у отаџбини иако је повремено сарађивала са њом, и потајно је помагала. Дража Михаиловић је приказиван као британски агент и гробар српског народа који служи англо-америчкој плутократији као део наводне јеврејско-комунистичке завере. Међутим, за разлику од пропагандних плаката против партизанског покрета, припадници равногорског покрета су у мањој мери нападани у односу на припаднике партизанског покрета.

### Антисемитска пропаганда
Након антикомунистичке, Влада народног спаса Милана Недића је највише улагала у антисемитску пропаганду. Бољшевици, комунисти и западни савезници (Британија и САД) су готово увек били довођени у везу са Јеврејима и њиховом „глобалном завером“.
На свим плакатима, Јевреји су били приказивани као окрутни капиталисти, са карактеристичним цртама лица. Јевреји су били приказивани као господари света, који држе економију, привреду, војску и др. На једном од плаката, један јеврејски рабин је приказан са луткарским концима у рукама, док су као лутке (односно марионете) били приказани совјетски лидер Јосиф Стаљин и британски премијер Винстон Черчил. На истом плакату, на завеси позорнице били су приказани масонски симболи попут лењира и шестара, али и јеврејска Давидова звезда.

### Антимасонска пропаганда
Влада народног спаса Милана Недића оптуживала је масоне - слободне зидаре, да стоје иза светске завере, баш онако како су то тврдили челници владајуће Нацистичке партије у Немачкој.
Влада народног спаса Милана Недића је и организовала једну антимасонску изложбу финансирану од стране Немаца у Београду 1941, на којој је требало да се грађани увере у постојање глобалне завере.

### Величање рада
Влада народног спаса Милана Недића је величала и афирмисала рад и радништво.
Поред многобројних плаката које је Влада издала на ову тему, она је правила и много филмова са истом темом, а њен председник Милан Недић је често примао делегације радника и земљорадника.

### Статус жена
У Недићевој Србији за жене се сматрало да мора бити подређена мушкарцима. Мага Магазиновић је нападала феминизам као покрет чији су ноциоци биле Јеврејке и полу-Јеврејке. Женама се ограничавало образовање и запошљавање и сматрало се да им је намењена улога домаћице. Са друге стране, немачке, италијанске и јапанске жене су слављене као војници позадине, док су жене у Совјетском Савезу и међу партизанима описиване као развратне жене и сексуалне робиње.

## Медији

### Часопис Ново време
Часопис „Ново време“ је био најтиражнији лист у Србији за време Другог светског рата, а пропаганда Владе народног спаса Милана Недића га је похвалила да је најмодернији на читавом Балкану.

### Јавни концерти
Влада народног спаса Милана Недића је, у сарадњи са немачком командом у Београду, често приређивала јавне концерте на отвореном. Тако је један одржан на београдском тргу Славија, у извођењу немачког војног оркестра.

### Цртани филмови
Влада народног спаса Милана Недића је, у оквиру свог пропагандног деловања, снимила неколико цртаних филмова.
Један од њих је и антиангликански, антиамерички (антикапиталистички) и антикомунистички цртани филм из новембра 1943. године.
Овакви цртани филмови нису били намењени само деци, већ су били осмишљени за све грађане.